# Halina Laura Siemieńska
Halina Laura Siemieńska h. Leszczyc, ps. „Zygmunt” (ur. 30 czerwca 1913 w Warszawie, zm. 3 sierpnia 1944 tamże) – polska graficzka, uczestniczka powstania warszawskiego.

## Edukacja

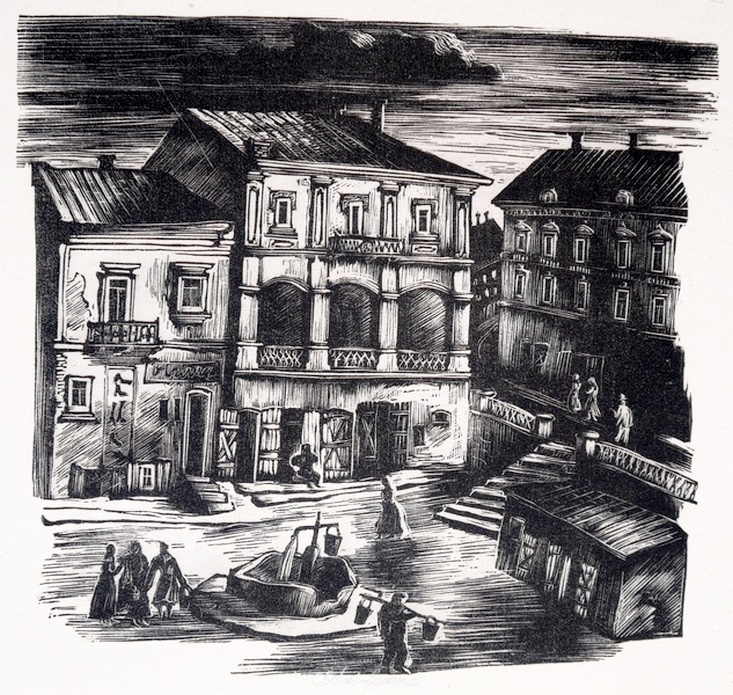
Rynek, 1941

Halina Laura Siemieńska była córką Józefa Jana Siemieńskiego (1882–1941), doktora filozofii, historyka, archiwisty, dyrektora Archiwum Głównego w Warszawie, który zginął w obozie koncentracyjnym Auschwitz w 1941 roku, i Haliny z Zawadzkich h. Rogala (1890–1943), działaczki społecznej (w 1943 roku pomyłkowo zamiast córki została aresztowana przez Gestapo i zginęła podczas akcji pod Arsenałem 26 marca 1943 roku).
Była absolwentką Gimnazjum Państwowego im. Juliusza Słowackiego w Warszawie, które ukończyła w 1931 roku. W latach 1932–1938 studiowała w warsztatach Akademii Sztuk Pięknych: w latach 1932–1933 pod okiem Władysława Skoczylasa, w latach 1933–1934 u Felicjana Szczęsnego Kowarskiego, a w latach 1934–1938 u Edmunda Bartłomiejczyka. W okresie studiów jej prace były kilkakrotnie wyróżniane: w 1934 roku zdobyła I i II nagrodę za kompozycję brył i płaszczyzn, w roku akademickim 1936/1937 otrzymała II nagrodę za grafikę użytkową, a w 1938 III nagrodę za grafikę.

## Działalność konspiracyjna
W okresie II wojny światowej Siemieńska była łączniczką o pseudonimie „Zygmunt”, „Zygmuś”. W latach 1941–1943 pełniła funkcję magazynierki wytwórni materiałów wybuchowych Związku Odwetu Związku Walki Zbrojnej, a następnie Kedywu AK przy ul. Asfaltowej 15. W 1942 roku otrzymała Krzyż Walecznych za ugaszenie z narażeniem życia pożaru w magazynie. W 1943 roku pełniła tę samą funkcję kierowniczą w magazynie przy ulicy Pułtuskiej 14 (do 13 kwietnia 1943 roku), przy której obecnie znajduje się tablica pamiątkowa z jej imieniem. W czasie powstania warszawskiego była przydzielona do grupy „Północ”, gdzie pełniła funkcję magazynierki magazynu broni zgrupowania AK „Leśnik” przy ul. Twardej 40, a następnie ul. Krochmalnej 15 jako zastępca kierownika produkcji. W sierpniu została przypadkowo postrzelona przez żołnierza AK, zmarła w szpitalu powstańczym przy ul. Śliskiej.

## Życie prywatne
Jej bratem był prawnik i dyrektor banków Zbigniew Siemieński (1909–1989). Halina Siemieńska była cioteczną siostrą żołnierza AK Tadeusza Zawadzkiego ps. „Zośka”, autora planu akcji pod Arsenałem.

## Twórczość
Jej twórczość przypadła głównie na 1939 rok oraz lata okupacji. Współpracowała z Referatem Graficznym Komendy Głównej Armii Krajowej skupiającym plastyków, którzy podczas powstania mieli przygotowywać plakaty, znaczki pocztowe czy też emblematy żołnierskie.
Siemieńska tworzyła głównie drzeworyty: Panorama Lwowa (1939, sygnowany), Siedząca staruszka (1940, sygnowany), Miasteczko (1940), Ruiny zamku/ Miasteczko (1941), drzeworyty barwne: Pola zimą (przed 1939 sygnowany), Przy kieliszku oraz linoryty: Fontanna Neptuna z fragmentem katedry (Lwów, sygnowany i datowany „H. Siemieńska 1939”).
Jej prace były wystawiane w Warszawie w 1939 roku na wystawie pt. „Świat kobiet”, w dziale grafiki: prace Nad Wisłą i Plac Krasińskich oraz w Pradze w 1947 roku.